# Велика Річка (Красночикойський район)
Велика Рі́чка (рос. Большая Речка) — село у складі Красночикойського району Забайкальського краю, Росія. Входить до складу Черемховського сільського поселення.

## Населення
Населення — 8 осіб (2010; 4 у 2002).
Національний склад (станом на 2002 рік):
- росіяни — 100 %